# Brańsk (gemeente)
De gemeente Brańsk is een landgemeente in het Poolse woiwodschap Podlachië, in powiat Bielski (Podlachië).
De zetel van de gemeente is in Brańsk.
Op 30 juni 2004 telde de gemeente 6565 inwoners.

## Oppervlakte gegevens
In 2002 bedroeg de totale oppervlakte van gemeente Brańsk 227,3 km², waarvan:
- agrarisch gebied: 78%
- bossen: 15%

De gemeente beslaat 16,41% van de totale oppervlakte van de powiat.

## Demografie
Stand op 30 juni 2004:
| Omschrijving                   | Totaal | Totaal | Vrouwen | Vrouwen | Mannen | Mannen |
| ------------------------------ | ------ | ------ | ------- | ------- | ------ | ------ |
| eenheid                        | aantal | %      | aantal  | %       | aantal | %      |
| inwoners                       | 6565   | 100    | 3196    | 48,7    | 3369   | 51,3   |
| bevolkingsdichtheid (inw./km²) | 28,9   | 28,9   | 14,1    | 14,1    | 14,8   | 14,8   |

In 2002 bedroeg het gemiddelde inkomen per inwoner 1164,15 zł.

## Plaatsen
Bronka, Brzeźnica, Burchaty, Chojewo, Chojewo-Kolonia, Chrościanka, Dębowo, Domanowo, Ferma, Glinnik, Holonki, Jarmarkowszczyzna, Kadłubówka, Kalnica, Kalnowiec, Kiersnowo, Kiersnówek, Kiewłaki, Klichy, Konotopa, Koszewo, Lubieszcze, Majerowizna, Markowo, Mień, Nowosady, Oleksin, Olędy, Olędzkie, Olszewek, Olszewo, Otapy, Pace, Pasieka, Patoki, Pietraszki, Płonowo, Poletyły, Popławy, Pruszanka Stara, Pruszanka-Baranki, Puchały Nowe, Puchały Stare, Spieszyn, Szmurły, Ściony, Świrydy, Widźgowo, Załuskie Koronne, Załuskie Kościelne, Zanie.

## Aangrenzende gemeenten
Bielsk Podlaski, Boćki, Dziadkowice, Grodzisk, Klukowo, Nowe Piekuty, Poświętne, Rudka, Szepietowo, Wyszki